# 上海女子半程马拉松
上海女子半程马拉松是中華人民共和國上海市自2019年起每年舉辦的女子馬拉松賽事，仅限女性选手报名参赛。賽事分為5公里健身跑和21.0975公里标准半程马拉松两个项目。參加标准半程马拉松需要佩戴计时芯片。賽事前六名可以獲得奖金，前200名完赛的跑者可以获得上海马拉松参赛名额。